# Gustave Stoskopf

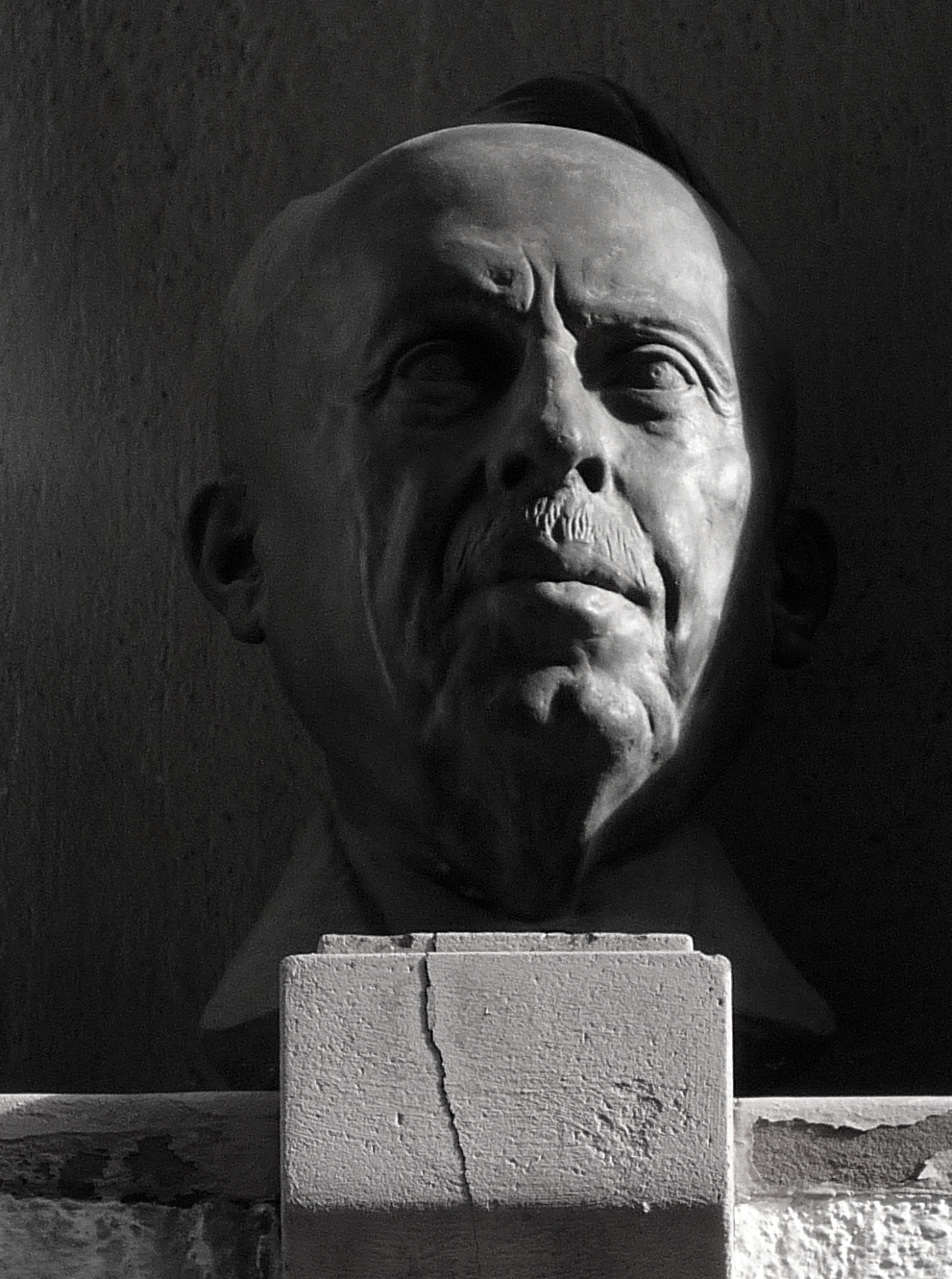
Gustave Stoskopf
1869 - 1944

Gustave Stoskopf, nacido en Brumath (Bajo Rin) el 8 de julio de 1869 y muerto en la misma ciudad el 6 de diciembre de 1944, es un artista y pintor, dramaturgo (una de las grandes figuras del teatro alsaciano en alsaciano) y un hombre de prensa. Formó parte del Círculo de Saint-Léonard.
Es padre del arquitecto Caharles-Gustave Stoskopf.